# Eliminatórias para o Campeonato Africano das Nações de 2025 – Grupo G
O Grupo G das Eliminatórias para o Campeonato Africano das Nações de 2025 foi um dos doze grupos que definiram as equipes que se classificaram para o Campeonato Africano das Nações de 2025. Participaram quatro seleções: Chade, Costa do Marfim, Serra Leoa e Zâmbia.

## Classificação
| Pos | Equipe          | Pts | J | V | E | D | GP | GC | SG | Classificado                           |  |     |     |     |     |
| --- | --------------- | --- | - | - | - | - | -- | -- | -- | -------------------------------------- |  | --- | --- | --- | --- |
| 1   | Zâmbia          | 13  | 6 | 4 | 1 | 1 | 7  | 4  | +3 | Campeonato Africano das Nações de 2025 |  | —   | 1–0 | 3–2 | 0–0 |
| 2   | Costa do Marfim | 12  | 6 | 4 | 0 | 2 | 12 | 3  | +9 | Campeonato Africano das Nações de 2025 |  | 2–0 | —   | 4–1 | 4–0 |
| 3   | Serra Leoa      | 5   | 6 | 1 | 2 | 3 | 5  | 10 | −5 | Eliminado                              |  | 0–2 | 1–0 | —   | 0–0 |
| 4   | Chade           | 3   | 6 | 0 | 3 | 3 | 1  | 8  | −7 | Eliminado                              |  | 0–1 | 0–2 | 1–1 | —   |

## Partidas
| 6 de setembro de 2024 | Serra Leoa | 0 – 0     | Chade | Complexo Esportivo Samuel Kanyon Doe, Monróvia (Libéria) |
| 16:00 (UTC+0)         |            | Relatório |       | Árbitro: BDI George Gatogato                             |

| 6 de setembro de 2024 | Costa do Marfim | 2 – 0     | Zâmbia | Estádio da Paz, Bouaké        |
| 19:00 (UTC+0)         | Krasso 73', 84' | Relatório |        | Árbitro: ALG Mustapha Ghorbal |

| 10 de setembro de 2024 | Chade | 0 – 2     | Costa do Marfim            | Estádio Ahmadou Ahidjo, Iaundé (Camarões) |
| 20:00 (UTC+1)          |       | Relatório | Krasso 45+3' · Diakité 55' | Árbitro: ERI Tsegay Teklu                 |

| 10 de setembro de 2024 | Zâmbia                                     | 3 – 2     | Serra Leoa                | Estádio Levy Mwanawasa, Ndola |
| 21:00 (UTC+2)          | K. Musonda 28' · Kampamba 70' · Kangwa 85' | Relatório | Kargbo 33' · Mustapha 73' | Árbitro: TOG Aklesso Gnama    |

| 11 de outubro de 2024 | Zâmbia | 0 – 0     | Chade | Estádio Levy Mwanawasa, Ndola |
| 15:00 (UTC+2)         |        | Relatório |       | Árbitro: EGY Mahmoud El Banna |

| 11 de outubro de 2024 | Costa do Marfim                                     | 4 – 1     | Serra Leoa | Estádio Laurent Pokou, San-Pédro |
| 19:00 (UTC+0)         | Pépé 3' · Kessié 51', 76' (pen) · Diakité 87' (pen) | Relatório | Koroma 43' | Árbitro: RSA Abongile Tom        |

| 15 de outubro de 2024 | Chade | 0 – 1     | Zâmbia         | Estádio Ahmadou Ahidjo, Iaundé (Camarões) |
| 14:00 (UTC+1)         |       | Relatório | K. Musonda 70' | Árbitro: KEN Peter Waweru                 |

| 15 de outubro de 2024 | Serra Leoa   | 1 – 0     | Costa do Marfim | Complexo Esportivo Samuel Kanyon Doe, Monróvia (Libéria) |
| 16:00 (UTC+0)         | Bakayoko 85' | Relatório |                 | Público: 7 408 Árbitro: CMR Jeannot Bito                 |

| 13 de novembro de 2024 | Chade           | 1 – 1     | Serra Leoa  | Estádio Olímpico, Abidjã (Costa do Marfim) |
| 19:00 (UTC+0)          | Thiam 34' (pen) | Relatório | Dumbuya 29' | Árbitro: BFA Jean Ouattara                 |

| 15 de novembro de 2024 | Zâmbia         | 1 – 0     | Costa do Marfim | Estádio Levy Mwanawasa, Ndola           |
| 18:00 (UTC+2)          | K. Musonda 43' | Relatório |                 | Público: 49 800 Árbitro: SOM Omar Artan |

| 19 de novembro de 2024 | Costa do Marfim                                      | 4 – 0     | Chade | Estádio Félix Houphouët-Boigny, Abidjã   |
| 16:00 (UTC+0)          | Bayo 25' · Adingra 37' · Agbadou 77' · Diakité 90+3' | Relatório |       | Público: 32 400 Árbitro: TUN Sadok Selmi |

| 19 de novembro de 2024 | Serra Leoa | 0 – 2     | Zâmbia                     | Complexo Esportivo Samuel Kanyon Doe, Monróvia (Libéria) |
| 16:00 (UTC+0)          |            | Relatório | Banda 54' · K. Musonda 71' | Árbitro: COD Yannick Malala                              |